# Johntomaïte
La johntomaïte est un minéral de la classe des phosphates, qui appartient au groupe de la kulanite. Il a été nommé d'après John Toma (1954-), qui a découvert le minéral.

## Caractéristiques
La johntomaïte est un phosphate de fer et de baryum de formule chimique BaFe22+Fe23+(PO4)3(OH)3. Elle a été approuvée comme espèce valide par l'Association internationale de minéralogie en 1999. Elle cristallise dans le système monoclinique. On la trouve habituellement en groupes de prismes monocliniques de couleur noire verdâtre, de longueur comprise entre 0,3 et 1 millimètre. Sa dureté sur l'échelle de Mohs est de 4,5.

## Classification
Selon la classification de Nickel-Strunz, la johntomaïte appartient à : "08.BH : Phosphates, etc. avec des anions supplémentaires, sans H2O, avec des cations de taille moyenne et grande, (OH, etc.):RO4 = 1:1", avec les minéraux suivants : thadeuite, durangite, isokite, lacroixite, maxwellite, panasqueiraïte, tilasite, drugmanite, bjarébyite, cirrolite, kulanite, penikisite, perloffite, bertossaïte, palermoïte, carminite, sewardite, adélite, arsendescloizite, austinite, cobaltaustinite, conichalcite, duftite, gabrielsonite, nickelaustinite, tangéite, gottlobite, hermannroséite, čechite, descloizite, mottramite, pyrobelonite, bayldonite, vésigniéite, paganoïte, jagowerite, carlgieseckeite-(Nd), attakolite et leningradite.

## Formation et gisements
Elle a été découverte dans la mine Spring Creek, à Wilmington, dans la chaîne de Flinders, en Australie-Méridionale (Australie), le seul endroit où elle a été trouvée. Elle est généralement associée à d'autres minéraux tels que la fluorapatite, la childrénite, l'éosphorite, la rockbridgéite, la frondélite, l'hureaulite, la fairfieldite, la ludlamite, la jahnsite–whitéite, la goethite, les oxydes de manganèse et le quartz.